# Lovisa av Nederländerna
Vilhelmina Fredrika Alexandra Anna Lovisa av Nederländerna, född 5 augusti 1828 i Haag, död 30 mars 1871 i Stockholm, var prinsessa av Nederländerna och drottning av Sverige och Norge som hustru till kung Karl XV.
Hon var dotter till prins Fredrik av Nederländerna (1797–1881) och Luise av Preussen (1808–1870).

## Biografi

### Tidigt liv
Lovisas uppfostran övervakades av hennes belgiska guvernant Victoire Wauthier, och hon fick lära sig franska, tyska, engelska och ryska samt att spela piano. Efter sin konfirmation 1845 lanserades hon på den politiska äktenskapsmarknaden. Lovisa valdes ut som en lämplig äktenskapspartner till den svenska tronföljaren sedan de ursprungliga planerna på ett äktenskap med en medlem av det preussiska kungahuset hade misslyckats. Att hon var släkt med det preussiska kungahuset genom modern var därför en fördel, då Oscar I ville skapa släktförbindelser mellan den nya dynastin Bernadotte och Europas gamla dynastier. Äktenskapet ansågs lämpligt på grund av hennes protestantiska tro, som var nödvändig efter två katolska drottningar, och hennes tilltrodda förmögenhet.
Kabinettssekreteraren Ludvig Manderström inledde förhandlingarna 1849, och beskrev då hennes "utmärkta uppfostran och goda karaktär". Hon ansågs dock inte vara attraktiv. Lovisa och kronprins Karl presenterades för varandra i augusti 1849 i Haag, där Lovisa blev förälskad i Karl medan han beskrivs som besviken på hennes utseende. Karl övertalades att gå med på äktenskapet av Oscar I. Förlovningen eklaterades i februari 1850. Eftersom de holländska ständerna godkände giftermålet, fick hon behålla sin arvsrätt till den holländska tronen. Förväntningarna på hennes förmögenhet och hemgift togs upp i riksdagens debatter om apanaget, och den radikala pressen föreslog på grund av den att Oscar nu skulle kunna bekosta byggandet av svensk järnväg själv. Inför bröllopet fick Lovisa studera svenska och Sverige. Hon lärde sig dock aldrig norska.

### Kronprinsessa

Lovisas brudklänning och släp, Livrustkammaren.

Lovisa färdades med en svensk fregatt från Travemünde till Sverige i sällskap med sina föräldrar och sin syster Marie, som närvarade vid vigseln. Vigseln med kronprins Karl ägde rum onsdagen den 19 juni 1850 i Storkyrkan i Stockholm. Efter bröllopet gjorde Lovisa en rundresa i Sverige tillsammans med sin svärfar Oscar. Hon tilldelades Elisabet Piper som hovmästarinna och Ottiliana Sparre och Ulrika Sprengsporten som hovfröknar. Lovisa och Karl var mycket olika varandra och deras förhållande blev aldrig särskilt lyckligt. Paret fick två barn, Louise år 1851 och Carl Oscar 1852. På grund av en komplikation i samband med den senare förlossningen kunde Lovisa inte få fler barn. Sonen dog i mässling med påföljande lunginflammation 1854. Lovisa erbjöd då Karl skilsmässa, något han avböjde.
Karl hade andra förhållanden, men Lovisa beskrivs som tålmodigt lidande och tolerant till dem. Mellan 1852 och 1860 hade han ett förhållande med Lovisas hovfröken Josephine Sparre, som beskrivs som så dominant i kontrast till den tillbakadragna Lovisa att det sades att de hade bytt roller med varandra och att Sparre var kronprinsessan och Lovisa hennes hovfröken. Lovisa var dock tolerant mot "Schossan" eller Jossan, som hon kallades, som följde maken öppet vid hovet som ett "plåster". Fritz von Dardel beskrev detta: "Ifrågavarande dam är en stor favorit hos såväl kronprinsen som kronprinsessan, och hon styr dem helt och hållet i allt som rör deras dagliga liv. Begåvad med en ovanlig förmåga att intaga och göra sig oumbärlig, har hon förstått att i en märklig grad fängsla kronprinsen".
Efter Sparre hade Karl ett långt förhållande med Hanna Styrell från 1860 till 1869, och slutligen, från 1869 till 1872, med Wilhelmine Schröder. Karl ansågs behandla Lovisa med nonchalans. En omtalad episod tilldrog sig på Lovisas födelsedagsfest på Drottningholm 5 augusti 1857, när Karl föreslog en skål för sin hemliga låga i närvaro av sin dåvarande partner Josephine Sparre. Hans bror Oscar pikade honom då genom att säga till sin maka Sofia av Nassau: "Sophia, låt oss skåla med varandra". Lovisa ska ha gråtit och fått ett nervsammanbrott.
Lovisa beskrivs som tillbakadragen och blyg. Hennes "huslighet" uppskattades inte på grund av hennes ställning, och gjorde ingen succé i sällskapslivet. Från 1857 till 1859 var Karl ställföreträdande regent för sin sjuke far, och Lovisa fick då ersätta sin svärmor i ceremoniella sammanhang. Hovkrönikören Fritz von Dardel beskrev henne på följande sätt år 1857: 
"En mera älskvärd och begåvad kvinna skulle helt och hållet hafva omskapat tonen i denna sällskapskrets och äfven välgörande inverkan på prinsen som, god till sin natur, lätt låter leda sig af dem, han tycker om, i all synnerhet af kvinnor. Fastän rättrådig, plikttrogen och ej fallen för intriger saknar kronprinsessan dock högre lyftning. Hon är en god husmoder men tänker nästan uteslutande på sin man, sig sjelf och sina närmaste samt öfvar ej det goda inflytande på prinsen som hennes utmärkta karakter berättigar henne till. Till följd af sin medfödda blyghet vågar hon ej heller blanda sig i hans görande, och hennes enda sträfvan är att vinna hans genkärlek. Med ett ord, hon synes ej vuxen sin höga uppgift."

### Drottning

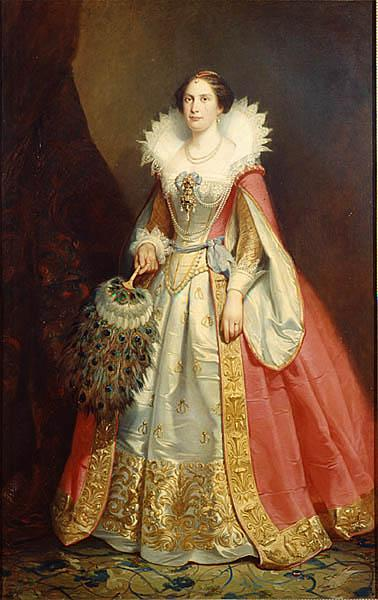
Lovisa av Johan Christoffer Boklund

Lovisas kröningsklänning, Livrustkammaren.

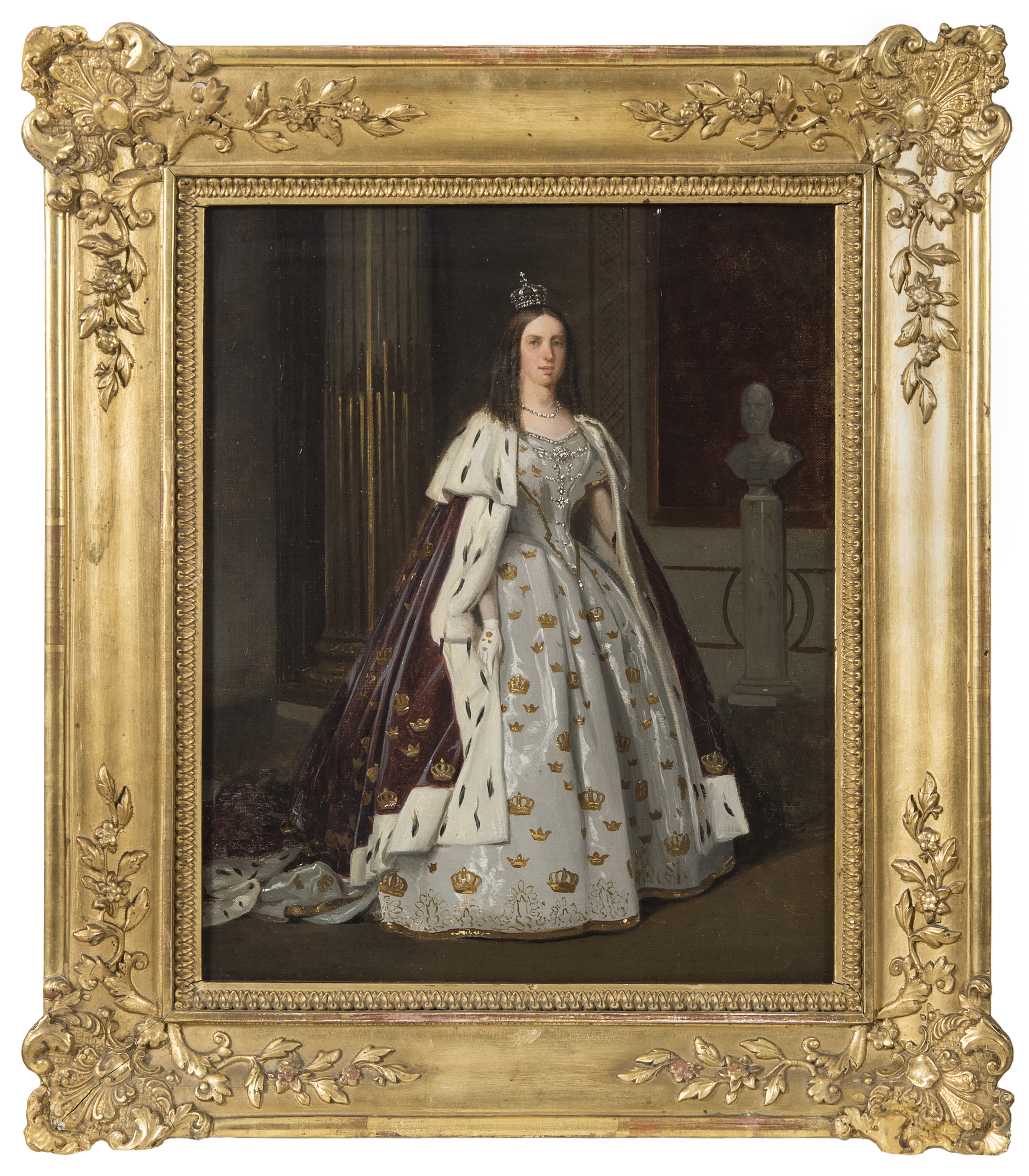
Lovisa i den enda kända målningen av en svensk drottning i modern tid iförd sin krona.

År 1859 blev hon drottning av Sverige och Norge. Hon kröntes till svensk drottning i Stockholm 3 maj 1860 och därefter till norsk drottning i Trondheim 5 augusti 1860. Eftersom hennes två föregångare inte hade blivit krönta i Norge på grund av sin katolska religion, blev hon den första drottning som kröntes i Norge sedan medeltiden. Lovisa utövade aldrig något inflytande på politiken och försökte heller inte att göra det. Det faktum att hon aldrig lade sig i politik uppfattades som ett positivt föredöme. I ett samtida uppslagsverk beröms hennes politiska passivitet med orden: "Återigen hafva de båda konungarikena åtnjutit den lyckan att hafva en drottning som icke genom personliga funderingar går regeringsmakten i förväg, utan med lugn åser sakernas naturliga utveckling genom konung och bemyndigade auktoriteter. Omtyckt af svenska folket, har hon i välgörenheten tillräckliga föremål för en ädel verkningslust". Men hon var uppdaterad om politiska nyheter och diskuterade sina åsikter inom vänkretsen. Hon ogillade representationsreformens antagande 1865, och hon delade inte Karls antityska inställning.
Karl XV älskade fester och maskeradbaler och lät också göra om delar av Stockholms slott för att kunna hålla ett ännu mer praktfullt sällskapsliv, och Lovisa fick i egenskap av drottning också en roll att fylla. Drottningvåningen på slottet hade bebotts av drottning Desideria ända fram till hennes död 1860, men han gjorde då om den åt Lovisa och lät inreda en omtalad venetiansk spegelsal med sidentapeter och förgylld gips på dörrar och väggar åt henne. Hans nöjesliv på Ulriksdals slott jämfördes med det i Versailles och ansågs i vissa kretsar skämma ut monarkin, något som uttrycktes av kyrkoherde Christoffer Bruun: "Ännu ryser man vid tanken att den högsta kyrkliga makten låg i händerna på denne utsvävande konung som har uppfyllt hela landet med genljud av sitt oanständiga liv." Lovisa ska ha genomlidit Karls otrohet med värdighet, och hon fick rådet av sin svärmor att göra sig av med sina hovfröknar och gifta bort dem så fort Karl verkade intressera sig för dem. Hon ska också ha gjort sitt bästa för att underhålla honom.
Lovisa tyckte egentligen illa om att representera och föredrog att leva ett anonymt och tillbakadraget familjeliv. Karl XV tvingade henne dock att uppfylla sin representativa uppgifter vid hans sida och sade vid ett tillfälle att hon måste visa sig mer offentligt: "Kärringarna kan ju tro att det är något fel på dig!" Hon invigde bland annat den nordiska industriutställningen i Stockholm i Karls ställe 1866.
Hon tog 1862 gemensamt med sin dotter lektioner i simning hos pionjären för simning för kvinnor, Nancy Edberg, vilket fick till följd att acceptansen för kvinnor att lära sig att simma ökade. Lovisa anställde 1867 Sveriges första kvinnliga tandläkare, Rosalie Fougelberg, som sin personliga hovtandläkare.
Lovisa led efter hand av ett slags anfall som möjligen var epilepsi: 
"Lovisa kunde när som helst svimma och i samband härmed kunde förekomma vad man kallade nerv- eller krampanfall". Vid en utflykt med ångbåt på Mälaren drabbades hon av dessa, och kungen drog då snabbt in henne i kajutan. Brist på motion gjorde henne med tiden all mer orörlig. År 1864 inträffade en incident, då Josephine Sparre besökte hovet med sin make beskrivet av Fritz von Dardel: "I början lär drottningen känt sig oroad över detta besök; en afton höll Hennes Maj:t på att få konvulsioner i biljardsalen, men detta försökte man bortförklara genom att framställa händelsen såsom förorsakad av hennes kammarherre Liljenkrantz, vilken skulle hava stött till henne med sin biljardkö..."
Hon intresserade sig för musik och historia, var religiös och översatte engelska och holländska uppbyggelseböcker till svenska språket. Hon tog musiklektioner av Adolf Fredrik Lindblad, och brevväxlade med sin förra guvernant och sin familj. 
Hon utgav översättningarna Vingårdsarbetare. En berättelse för dem, som önska blifva nyttiga (1859; 2:dra uppl. 1860) från engelskan; och Förstår du Fader Vår. Några ord för de små till begagnande i söndagsskolor och familjer (1865) från holländskan.

### Välgörenhet
Lovisa föredrog att ägna sin ställning som drottning åt välgörenhet, vilket var obligatoriskt för en kvinnlig medlem av kungahuset. Bland annat var hon beskyddare för kronprinsessan Lovisas vårdanstalt för sjuka barn, som grundades 1861. De välgörenhetsföreningar som grundades eller beskyddades av Lovisa var: 
- Allmänna institutet för dövstumma och blinda (1809), beskyddare
- Sällskapet för inrättande av småbarnsskolor (1835)[8], beskyddare
- Kronprinsessan Lovisas vårdanstalt för sjuka barn (1854), grundare
- Tysta skolan, eller uppfostrings- och undervisningsanstalten för dövstumma barn (1860), beskyddare
- Femöreföreningen till inrättande av barnhem i Lappland (1864), grundare
- Lotten Wennbergs fond för hjälpbehövande (1864), grundare
- Drottning Lovisas understödsförening (1866), grundare
- Den fosterländska föreningen till uppmuntran av själverksamhet för framtida oberoende (1869), grundare

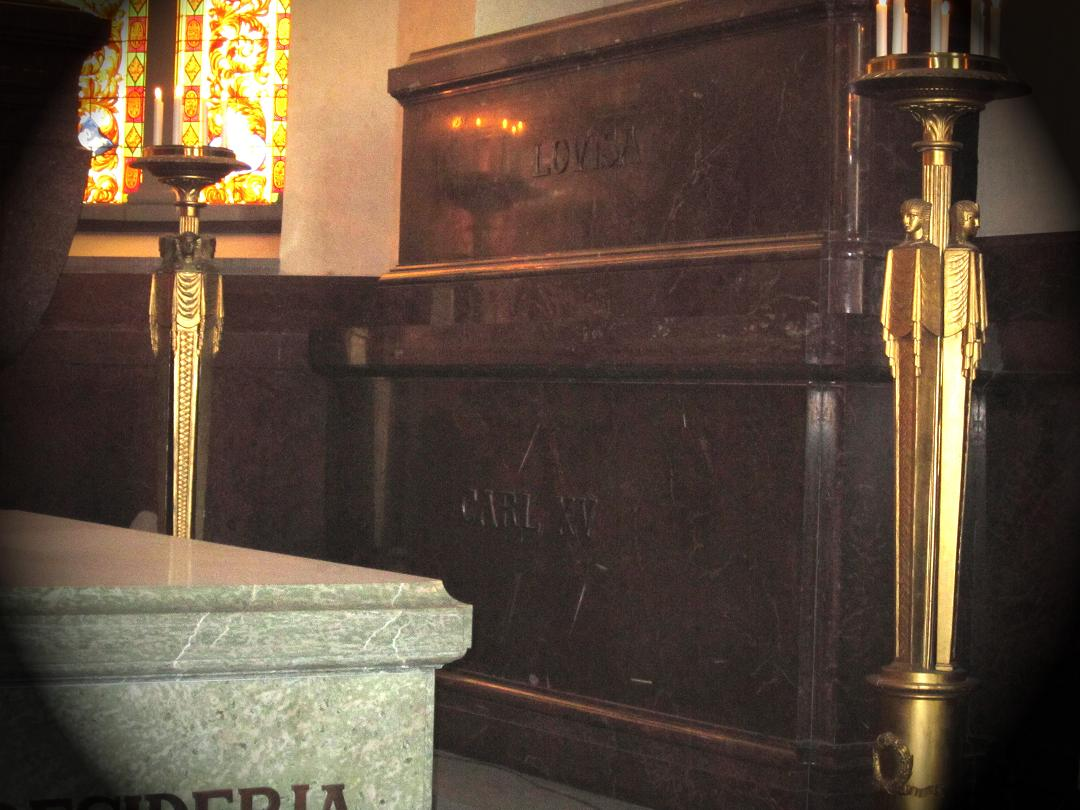
Lovisas grav i Riddarholmskyrkan, ovanpå makens.

Lovisas handväska.

Lovisas rutiga kappa från 1859–1871.

### Död
I slutet av 1870 besökte Lovisa Nederländerna, där hon länge vakade vid sin mors dödsbädd. Vid återkomsten till Stockholm blev även Karl XV allvarligt sjuk. Uttröttad av allt detta fick hon själv lunginflammation. På dödsbädden hade Lovisa långa samtal med Karl som beskrivs som dramatiska. Karl, som då ännu var sjuk, fick skjutsas till hennes bädd i rullstol. Lovisa ska ha bett Karl om ursäkt för alla gånger hon kan ha gjort honom något fel, medan han då svarade genom att anklaga sig själv.  Karl ska ha gråtit och hans mor, änkedrottningen, ska ha svimmat av scenerna. Dottern Lovisa, som var närvarande, uppger: "det var som om mamma blottade hela sitt liv för oss".
Lovisa avled den 30 mars 1871 klockan 11.20.

## Barn
1. Prinsessan Lovisa (1851–1926), dansk drottning 1906–1912, gift 1869 med blivande Fredrik VIII av Danmark (1843–1912)
2. Prins Carl Oscar, hertig av Södermanland (1852–1854)

## Anfäder
|                                       |  |  |  |  |  |  |  |                                   |  |  |  |  |  |  |  |                                                            |  |  |  |  |  |  |  | 8. Vilhelm V av Oranien                                          |
|                                       |  |  |  |  |  |  |  |                                   |  |  |  |  |  |  |  |                                                            |  |  |  |  |  |  |  |                                                                  |
|                                       |  |  |  |  |  |  |  |                                   |  |  |  |  |  |  |  | 4. Kung Willem I av Nederländerna, storhertig av Luxemburg |  |  |  |  |  |  |  |                                                                  |
|                                       |  |  |  |  |  |  |  |                                   |  |  |  |  |  |  |  |                                                            |  |  |  |  |  |  |  |                                                                  |
|                                       |  |  |  |  |  |  |  |                                   |  |  |  |  |  |  |  |                                                            |  |  |  |  |  |  |  | 9. Wilhelmina av Preussen                                        |
|                                       |  |  |  |  |  |  |  |                                   |  |  |  |  |  |  |  |                                                            |  |  |  |  |  |  |  |                                                                  |
|                                       |  |  |  |  |  |  |  | 2. Prins Fredrik av Nederländerna |  |  |  |  |  |  |  |                                                            |  |  |  |  |  |  |  |                                                                  |
|                                       |  |  |  |  |  |  |  |                                   |  |  |  |  |  |  |  |                                                            |  |  |  |  |  |  |  |                                                                  |
|                                       |  |  |  |  |  |  |  |                                   |  |  |  |  |  |  |  |                                                            |  |  |  |  |  |  |  | 10. Kung Friedrich Wilhelm II av Preussen (även 12.)             |
|                                       |  |  |  |  |  |  |  |                                   |  |  |  |  |  |  |  |                                                            |  |  |  |  |  |  |  |                                                                  |
|                                       |  |  |  |  |  |  |  |                                   |  |  |  |  |  |  |  | 5. Prinsessan Wilhelmina av Preussen                       |  |  |  |  |  |  |  |                                                                  |
|                                       |  |  |  |  |  |  |  |                                   |  |  |  |  |  |  |  |                                                            |  |  |  |  |  |  |  |                                                                  |
|                                       |  |  |  |  |  |  |  |                                   |  |  |  |  |  |  |  |                                                            |  |  |  |  |  |  |  | 11. Lantgrevinnan Friedrike Luise av Hessen-Darmstadt (även 13.) |
|                                       |  |  |  |  |  |  |  |                                   |  |  |  |  |  |  |  |                                                            |  |  |  |  |  |  |  |                                                                  |
| 1. Drottning Lovisa av Sverige-Norge' |  |  |  |  |  |  |  |                                   |  |  |  |  |  |  |  |                                                            |  |  |  |  |  |  |  |                                                                  |
|                                       |  |  |  |  |  |  |  |                                   |  |  |  |  |  |  |  |                                                            |  |  |  |  |  |  |  | 12. Samma som 10.                                                |
|                                       |  |  |  |  |  |  |  |                                   |  |  |  |  |  |  |  |                                                            |  |  |  |  |  |  |  |                                                                  |
|                                       |  |  |  |  |  |  |  |                                   |  |  |  |  |  |  |  | 6. Kung Friedrich Wilhelm III av Preussen                  |  |  |  |  |  |  |  |                                                                  |
|                                       |  |  |  |  |  |  |  |                                   |  |  |  |  |  |  |  |                                                            |  |  |  |  |  |  |  |                                                                  |
|                                       |  |  |  |  |  |  |  |                                   |  |  |  |  |  |  |  |                                                            |  |  |  |  |  |  |  | 13. Samma som 11.                                                |
|                                       |  |  |  |  |  |  |  |                                   |  |  |  |  |  |  |  |                                                            |  |  |  |  |  |  |  |                                                                  |
|                                       |  |  |  |  |  |  |  | 3. Prinsessan Luise av Preussen   |  |  |  |  |  |  |  |                                                            |  |  |  |  |  |  |  |                                                                  |
|                                       |  |  |  |  |  |  |  |                                   |  |  |  |  |  |  |  |                                                            |  |  |  |  |  |  |  |                                                                  |
|                                       |  |  |  |  |  |  |  |                                   |  |  |  |  |  |  |  |                                                            |  |  |  |  |  |  |  | 14. Karl II av Mecklenburg-Strelitz                              |
|                                       |  |  |  |  |  |  |  |                                   |  |  |  |  |  |  |  |                                                            |  |  |  |  |  |  |  |                                                                  |
|                                       |  |  |  |  |  |  |  |                                   |  |  |  |  |  |  |  | 7. Louise av Mecklenburg-Strelitz                          |  |  |  |  |  |  |  |                                                                  |
|                                       |  |  |  |  |  |  |  |                                   |  |  |  |  |  |  |  |                                                            |  |  |  |  |  |  |  |                                                                  |
|                                       |  |  |  |  |  |  |  |                                   |  |  |  |  |  |  |  |                                                            |  |  |  |  |  |  |  | 15 Lantgrevinnan Friedrike av Hessen-Darmstadt                   |
|                                       |  |  |  |  |  |  |  |                                   |  |  |  |  |  |  |  |                                                            |  |  |  |  |  |  |  |                                                                  |